# Little Child
Pistes de With the Beatles
Don't Bother Me Till There Was You
Little Child est une chanson des Beatles créditée Lennon/McCartney et se trouvant sur l'album With the Beatles sorti en 1963.

## Interprètes
- John Lennon : chant, guitare rythmique, harmonica
- Paul McCartney : chant, guitare basse, piano
- George Harrison : guitare solo
- Ringo Starr : batterie

## Publication en France
La chanson arrive en France en mai 1964 sur la face A d'un 45 tours EP (« super 45 tours »), accompagnée  de All My Loving ; sur la face B figurent Hold Me Tight et Don't Bother Me. La photo des Beatles dans une piscine est prise par John Loengard à Miami lors de leur première tournée nord-américaine en 1964,,.